# Средний Карачан
Средний Карачан — село в Грибановском районе Воронежской области. Входит в состав Верхнекарачанского сельского поселения.
Расположено на реке Карачан в 15 км к юго-западу от пгт Грибановский, в 22 км к западу от Борисоглебска и в 180 км к востоку от Воронежа. Примыкает к сёлам Верхний Карачан (на севере) и Нижний Карачан (на юге).
Высота центра села — 90-100 м над уровнем моря.
Поблизости проходит автодорога Воронеж — Саратов (через Верхний Карачан). От неё отходит тупиковая местная дорога через Средний- и Нижний Карачан на юг к Васильевке.
| 1859 | 1897  | 2010  |
| ---- | ----- | ----- |
| 2474 | ↗3906 | ↘1091 |